# Kostel svatého Václava (Žabonosy)
Kostel svatého Václava leží v obci Žabonosy. Je chráněn jako kulturní památka České republiky.
Původní předrománský kostel byl postavený již po roce 950 na slovanském (slavníkovském?) hradišti. Na jeho místě, snad i s využitím původního zdiva, vznikl v polovině 12. století dnešní románský kostel s emporou. Rozšířen byl v 70. letech 13. století přístavbou pravoúhlého presbytáře, který plynule navázal na starší románskou loď. Svatyně tak získala méně obvyklý nečleněný obdélný půdorys, oživený pouze raně středověkou věží při západním průčelí. Další stavební úpravy proběhly v 80. letech 14. století, kdy Žabonosy držel pražský arcibiskup Jan z Jenštejna. K severnímu boku kostela byla připojena obdélná kaple, později změněná na sakristii (některá literatura upozorňuje na možnou spojitost s hutí P. Parléře, což ovšem nebylo nijak doloženo). V roce 1721 byla barokně upravena věž a fasády kostela, což zcela zastřelo středověký vzhled exteriéru stavby. Kostel v Žabonosech se řadí k jedněm z nejstarších a nejpozoruhodnějších památek kolínského regionu. Archeologický výzkum v letech 2008–2010 objevil, že původně stála na místě výrazně větší, trojlodní bazilika, kterou z neznámých důvodů na přelomu 12. a 13. století nahradil skromnější, jednolodní kostel. O důvodech, proč právě v Žabonosech stála bazilika, se historici pouze dohadují, protože dosavadní poznatky nenasvědčovaly významnosti místa v raném středověku.